# Coming Soon
Coming Soon ist eine französische Anti-Folk-Band aus Annecy. Die Gruppe ist stark beeinflusst von amerikanischer Musik und der Anti-Folk-Szene. Sie singen ihre Texte in englischer Sprache.

## Geschichte
Die Gruppe wurde 2005 in Annecy, das sie selber mystisch-verklärend Kidderminster nennen, von einem Trio bestehend aus Leo Bear Creek, Ben Lupus und Billy Jet Pilot gegründet. Die Gründungsmitglieder waren damals zwischen 14 und 24 Jahre alt. 2006 nahmen einige Mitglieder der Band zusammen mit Kimya Dawson unter dem Namen Antsy Pants – der Name Coming Soon war noch nicht gefunden – Stücke für den Soundtrack zu der US-amerikanisch-kanadischen Filmkomödie Juno auf, darunter Vampire und Tree Hugger. In dieser Zeit kam es auch zu einer Zusammenarbeit mit der französischen Indiepopband Herman Düne. Durch diese Zusammenarbeit konnten sie ihre Zugehörigkeit zur französischen Anti-Folk-Szene festigen und Kontakte zu wichtigen Personen knüpfen. Über die Beziehung zu André Herman Düne, der seit 2003 in Berlin wohnte, bekamen sie die Gelegenheit, in einem kleinen Club in Kreuzberg zu spielen. Da sie dem Club-Besitzer keinen Band-Namen nennen konnten, wurden sie als bandname is coming soon angekündigt. Daraufhin legten sie sich auf den Namen Coming Soon fest.
Durch einige erfolgreiche Konzerte in Paris und durch die kreativen Videos aus der Reihe Take Away Show von La Blogothèque  – das Video zu Just a Child wurde zum Beispiel in einem öffentlichen Pariser Selbstreinigungspissoir aufgenommen – können sie sich eine gewisse Bekanntheit aufbauen. Im Jahr 2007 werden Coming Soon vom Label Kitchen Music, einem kleinen Pariser Indielabel, unter Vertrag genommen. Ihre Debüt-EP The Escort erscheint dort ebenfalls 2007. Ihr Debüt-Album New Grids wird dann am 4. Februar 2008 veröffentlicht, aus dem Album wird die Single Big Boy ausgekoppelt. Auf das Album folgen Videos, bei denen nun Fred Mortagne die Regie führt und einige Fernsehauftritte und -interviews. Die Band gibt nun auch Konzerte auf renommierteren Festivals wie dem Inrocks à l'Olympia in Paris oder dem Paléo Festival Nyon (2008)
Für das 2009 erschienene Album Miss Météores von Olivia Ruiz schreibt die Band zwei Titel: Don't Call Me Madam – ein Duett mit Ruiz – und Eight o'clock. Für das Album La République des Meteors von Indochine schreibt die Band den Text des Titels We are the young, das auf der CD 2 des Albums erscheint. Ein Duett des Liedes Private Tortures zusammen mit Étienne Daho erscheint auf dessen Live-Album Daho Pleyel Paris.
Am 2. Juni 2009 strahlt Canal+ die TV-Dokumentation Adorama von Pascal-Alex Vincent aus, in der Porträts von Jugendlichen aus ganz Frankreich zum Thema Adoleszenz gezeigt werden. Die TV-Sendung wird präsentiert und musikalisch begleitet von Leo Bear Creek und Alex Banjo. Dabei stellt die Gruppe Wu, ein Titel ihres kommenden zweiten Albums vor. Kurze Zeit später kündigt die Band dann das Erscheinen ihres zweiten Albums Ghost Train Tragedy im Le Grand Journal für den September 2009 an. Die im März 2011 veröffentlichte EP B-Sides & Rarities Vol. 1 enthält sechs nicht auf dem Album veröffentlichte Titel. Basierend auf dem gleichen Prinzip wurde B-Sides & Rarities Vol. 2 im April 2011 veröffentlicht.

## Diskografie

### Studioalben
- 2008: New Grids
- 2009: Ghost Train Tragedy
- 2012: Dark Spring (Soundtrack)
- 2014: Tiger Meets Lion
- 2018: Jukebox sentimental

### EPs
- 2006: The Escort
- 2009: Love In the Afternoon
- 2011: B-Sides and Rarities vol. 1, vol. 2, vol. 3
- 2013: Disappear Here
- 2015: Sun Gets In
- 2018: Dreaming of You